# Depósito pluvial de San Gabriel
El Depósito Pluvial de San Gabriel, oficialmente denominado Depósito Anticontaminación Cros – San Gabriel (José Manuel Obrero), es una infraestructura hidráulica subterránea situada en el barrio de San Gabriel, en la ciudad de Alicante (España). Su principal función es la de retener y almacenar aguas pluviales durante episodios de lluvias intensas, evitando así vertidos contaminantes al mar y reduciendo el riesgo de inundaciones en la zona sur de la ciudad.

## Historia
La construcción de este depósito se enmarca dentro del Plan Especial de Inversiones de Aguas de Alicante, destinado a mejorar las infraestructuras de saneamiento y abastecimiento de la ciudad. Las obras comenzaron en 2009 y finalizaron en 2011, con una inversión aproximada de 10 millones de euros. La infraestructura fue ejecutada por la UTE ECISA-RIEGOSA, y su cubierta fue acondicionada como un espacio deportivo, incluyendo un campo de fútbol 11 de césped artificial y una pista polideportiva, integrando así la instalación en el entorno urbano para uso público.
El 10 de abril de 2013, el depósito fue dedicado a la memoria del ingeniero José Manuel Obrero Díez, en reconocimiento a su contribución al diseño y ejecución de este proyecto, así como a su labor profesional en la mejora de las infraestructuras hidráulicas de Alicante.

## Características
El depósito cuenta con una capacidad de almacenamiento de 60.000 metros cúbicos de agua pluvial. Está diseñado para recoger los caudales de lluvias torrenciales, permitiendo su posterior tratamiento en conexión con la depuradora de Rincón de León. De esta manera, se evita que las aguas pluviales, que arrastran contaminantes, sean vertidas directamente al mar.
El depósito actúa como una infraestructura clave en la gestión del ciclo integral del agua en Alicante. Durante episodios de lluvias intensas, el depósito retiene el agua pluvial, evitando desbordamientos en la red de alcantarillado y reduciendo el riesgo de inundaciones en el barrio de San Gabriel y zonas colindantes. Posteriormente, el agua almacenada es bombeada a la estación depuradora para su tratamiento y reutilización en riego de parques y jardines o en usos agrícolas.